# Poul Ströyer
Poul Ströyer, ursprünglich Poul Strøyer (* 13. Juli 1923 in Dänemark; † 20. November 1996 in Stockholm) war ein schwedischer Künstler, Illustrator und Karikaturist.

## Leben und Werk
Poul Ströyer fing schon im Alter von 16 Jahren an, zu zeichnen und zu malen. 1946 kam er nach Schweden. Poul Ströyer zeichnete oft bissige, politische Karikaturen. Sein stil war einfach, aber treffsicher. Ströyer war auch ein geschickter Maler und Illustrator.
1951–57 arbeitete er bei der Stockholmer Tageszeitung Stockholms-Tidningen, bei der auch sein Kollege Ewert Karlsson (1918–2004) angestellt war. Danach ging er zur überregionalen Dagens Nyheter. Dort zeichnete er bis zu seinem Tod 1996, fast täglich, seine „Männchen“ im politischen Tagesgeschehen. Diese wurden jährlich als Ströyers dagbok (Ströyers Tagebuch), herausgegeben. 1982 zeigte er in einer Karikatur Olof Palme vor dem leeren Tisch, den er nach seiner Zeit in der Opposition vorfand, ausrufend: „Tischlein deck' dich“.
Poul Ströyer machte sich auch als Illustrator eigener Kinderbücher und Kinderbücher anderer einen Namen, wobei er auch mit dem Kinderbuchverfasser Lennart Hellsing zusammenarbeitete. Für seine Arbeiten wurde Ströyer mit vielen in- und ausländischen Preisen geehrt. Er ist in vielen Museen repräsentiert.

## Repräsentation
- Nationalmuseum, Stockholm.
- Moderna Museet, Stockholm.
- Museerna i Göteborg, Malmö, Örebro u. a.
- Sammlung Karikaturen & Cartoons, Basel, Schweiz.

## Auszeichnungen
- Deutscher Jugendbuchpreis 1961.
- Albert Bonniers 100-årsminne 1966.
- Elsa Beskow-Plakette 1967.
- Författarfondens bokillustratörpris 1976.
- Svenska Akademins Gretzstipendium 1995.
- Konungens medalj (Königliche Medaille) i 8:e storleken i högblått band 1996.

## Bibliographie (Auswahl)
- Sagan om PP och hans stora horn 1956
- Bytt är bytt 1960
- Utan ord 1963
- Boken om bagar Bengtsson 1966 (tillsammans med Lennart Hellsing)
- PP fixar allt 1972
- Guld, Grönland och Transsib 1974
- Följ pilen PP 1979
- Tre decennier 1980
- Ströyers skissbok från Paris 1982
- Ströyers Dagbok 1954–1989
- Minneserinringshågkomster 1989
- Följa John 1994
- Årets Ströyer 1990–1996